# Melecta angustilabris
Melecta angustilabris är en biart som beskrevs av Maurits Anne Lieftinck 1980. Melecta angustilabris ingår i släktet sorgbin, och familjen långtungebin. Inga underarter finns listade i Catalogue of Life.